# Brian Blade
Brian Blade (født 25. juli 1970 i Shreveport, Louisiana) er en amerikansk jazztrommeslager og komponist.
Blade er mest kendt for sit samarbejde med Wayne Shorters gruppe. Han har haft sit eget orkester Fellowship, som har indspillet et par plader. Han spiller i de fleste genrer, men er mest betragtet som jazztrommeslager.
Blade har også spillet med Herbie Hancock, Joni Mitchell, Bob Dylan og Bill Frisell.